# بی‌رویا
بی‌رویا فیلمی ایرانی به کارگردانی و نویسندگی آرین وزیردفتری و تهیه‌کنندگی سعید سعدی و هومن سیدی محصول سال ۱۴۰۰ است. طناز طباطبایی، صابر ابر و شادی کرم رودی بازیگران اصلی آن هستند. این فیلم برای اولین بار در چهلمین دوره جشنواره فیلم فجر به نمایش درآمد.

## داستان
فیلم بی رویا داستان زوج جوانی است به نام رویا و بابک که قصد مهاجرت از ایران را دارند. دو هفته پیش از مهاجرت رویا با دختری بی‌نام و نشان مواجه می‌شود. حضور دختر در زندگی آن‌ها به اتفاقاتی عجیب منجر شده و به تدریج هویت رؤیا دچار دگرگونی می‌شود. معمای هویت رویا با حضور بیشتر دختر در بطن زندگی او و بابک، کامل و کامل‌تر می‌شود تا جایی که …

## بازیگران
- طناز طباطبایی در نقش رویا
- صابر ابر در نقش بابک
- شادی کرم‌رودی در نقش زیبا
- فرانک کلانتر در نقش لیلی
- رضا داوودنژاد در نقش آرش
- مائده طهماسبی در نقش ناهید
- مجتبی فلاحی در نقش شوهر هانیه
- نهال دشتی در نقش نفیسه
- مهری آل‌آقا در نقش مادر رویا
- میلاد یزدانی در نقش آرش
- تیام کرمانیان در نقش امیرعلی

## بازخورد
این فیلم توسط وب‌سایت میدل ایست آی به عنوان یکی از ۱۰ فیلم برتر خاورمیانه و شمال آفریقا در سال ۲۰۲۲ انتخاب شد. علاوه بر این، منتقد استرالیایی، شین دنیلسن، در نقد خود بر جشنواره فیلم ونیز در مجله مانتلی، آن را «یک درام روانشناختی هوشمندانه و ماهرانه ساخته شده» نامید ، که شما را به یاد فیلم‌های بزرگ اروپای شرقی دهه‌های ۶۰ و ۷۰ میلادی، از افرادی مانند میکلوش یانچو از مجارستان و یان نیمتس از چکسلواکی می‌اندازد ، که با استفاده از استعاره و کنایه، رژیم‌های کمونیستی را که سازندگان آنها تحت آن زندگی و کار می‌کردند، محکوم می‌کردند.

## جوایز و افتخارات
| جایزه                        | رده                | نامزد          | نتیجه    | منبع        |
| ---------------------------- | ------------------ | -------------- | -------- | ----------- |
| چهلمین دوره جشنواره فیلم فجر | بهترین نقش اول زن  | طناز طباطبایی  | برنده    | [ ۸ ] [ ۹ ] |
| چهلمین دوره جشنواره فیلم فجر | بهترین نقش مکمل زن | شادی کرم‌رودی   | نامزدشده | [ ۸ ] [ ۹ ] |
| چهلمین دوره جشنواره فیلم فجر | بهترین فیلم اول    | آرین وزیردفتری | نامزدشده | [ ۸ ] [ ۹ ] |